# Isolaccio-di-Fiumorbo
Isolaccio-di-Fiumorbo (kors. L'Isulacciu di Fiumorbu) – miejscowość i gmina we Francji, w regionie Korsyka, w departamencie Górna Korsyka.
Według danych na rok 1990 gminę zamieszkiwało 346 osób, a gęstość zaludnienia wynosiła 8 osób/km².